# Antennarius pauciradiatus
Antennarius pauciradiatus är en fiskart som beskrevs av Schultz, 1957. Antennarius pauciradiatus ingår i släktet Antennarius och familjen Antennariidae. Inga underarter finns listade i Catalogue of Life.